# 中日ビル
中日ビル（ちゅうにちビル）は、愛知県名古屋市中区栄に所在する商業施設・劇場・文化教室・事務所などからなる複合施設。2023年8月1日に竣工した。高さは158.87m。ビルの事業主体は中日新聞社の完全子会社の中部日本ビルディングである。
前身のビルは1966年に竣工した中部日本ビルディング（地下4階、地上12階、塔屋4階）で、その愛称として「中日ビル」が用いられていたが、2023年竣工の新ビルでは旧ビルの愛称「中日ビル」を正式名称としている。

## 概要
名古屋を代表する繁華街、栄のほぼ中心部の久屋大通と広小路通が交差する場所に位置し、待ち合わせスポットとしても利用されることが多い。
中部日本新聞社は元々、中区御幸本町通2丁目（現・丸の内3丁目。中日病院の場所）にあった旧新愛知新聞社由来の建物に本社を置いていたが、老朽化が進んだため移転を検討するようになり、1963年（昭和38年）に現在地を取得。1966年（昭和41年）、地上12階地下4階建ての旧・中日ビルが完成した。しかし、肝心の中日新聞本社は入居せず、引き続き中区丸の内の本社から発刊。旧・中日ビル完成からわずか5年後の1971年（昭和46年）、中区三の丸に完成した新本社ビルへ移転した。このため、中日新聞・中日スポーツの発行所として中日ビルの住所がクレジットされたことはない。
旧ビルが老朽化に加え、耐震性の問題から2019年（平成31年）3月末をもって閉館し、2020年代半ばに160m級の新ビルを建設することを中日新聞社と中日ビルが共同発表した。
新・中日ビルには当初、中日劇場・中日パレスの後継となる施設を設けない方針だったが、2019年2月発表の基本計画で、600席収容の多目的ホールを設置することが決まった。なお旧ビル1階玄関の天井画『夜空の饗宴』（矢橋六郎作）は新ビルに引き継ぐ。
新ビルは旧ビルと同じく竹中工務店が受注し、2023年（令和5年）8月に竣工。
2023年4月25日には、新・中日ビルのロゴマークおよびタグライン「これからも、まちとサカエる。」が発表された。
2023年8月1日、竣工式が行われた。
グランドオープンに先行してホテルや郵便局、カルチャースクールなどが順次開業した。7階及び24階から32階の高層階には、三菱地所グループの三菱地所ホテルズ&リゾーツ（旧：ロイヤルパークホテルズ＆リゾーツ）が運営する「ザ ロイヤルパークホテル アイコニック 名古屋」が2024年（令和6年）2月20日に開業した。また、旧ビル内の「名古屋中日ビル内郵便局」は建て替えにより「名古屋栄四郵便局」に名称を変更して移転していたが、ビル完成により「名古屋栄四郵便局」から中日ビル4階に移転して「名古屋中日ビル内郵便局」として同年3月25日にオープンした。カルチャースクールの中日文化センター栄も同年4月2日に開所式を開き、4月3日から開講することとなった。
2024年（令和6年）4月23日グランドオープン。
| 24-32階 |                           | ザ ロイヤルパークホテルアイコニック 名古屋 |
| 9-22階  | 事務所                    |                                            |
| 7階     | 屋上広場                  | レストラン                                 |
| 6階     | 中日ホール&カンファレンス | 中日ホール&カンファレンス                  |
| 5階     | 全国物産観光センター      | 中日文化センター栄                         |
| 4階     | ショップ&レストラン       | 中日文化センター栄                         |
| 3階     | ショップ&レストラン       | ショップ&レストラン                        |
| 2階     | ショップ&レストラン       | ショップ&レストラン                        |
| 1階     | ショップ&レストラン       | ショップ&レストラン                        |
| 地下1階 | ショップ&レストラン       | ショップ&レストラン                        |
| 地下2階 | 地下駐車場                | 地下駐車場                                 |
| 地下3階 | 地下駐車場                | 地下駐車場                                 |

### データ
- 名称：中日ビル[1]
- 所在地：名古屋市中区栄4-1-1[1]
- 構造：地上／S造、地下／SRC造、RC造[1]
- 敷地面積：6,862 ㎡[1]
- 延床面積：約 117,000 ㎡[1]
- 階数：地下5階、地上33階、塔屋1階[1]

## 旧ビル
旧中日ビルは1966年（昭和41年）に竣工し、屋上の回転展望レストラン、エントランスのモザイク天井画、中日劇場などで知られた。
旧中日ビルでは、2018年（平成30年）3月から1年かけて順次テナントの営業を終了し、2019年3月に閉館を迎えることになった。
まず、2018年1月4日に行われた中日ドラゴンズの年賀式に於いて、建て替え工事を機に、旧ビル6階に入居していた球団事務所を同年の秋頃にナゴヤドームの西側に移転する事が発表された。続けて中日劇場が3月25日の第65回中京五流舞踊公演を最後に閉鎖された。同時にキャトルレーヴ（3階）も営業を終了した。屋上ビアガーデンは2018年9月24日の営業をもって終了、続けて中日文化センターが10月に久屋中日ビルに仮移転した。
中日パレスも2018年12月末で閉店、中日ビルタウン（地下2階 - 地上3階の商店街）は2019年1月末日で閉店、名古屋中日ビル内郵便局（1階）は同年2月8日を以って営業を終了し、2月12日から隣接する栄サンシティビル地下1階に移転して名古屋栄四郵便局と改称していた（ビル完成後に名古屋中日ビル内郵便局として再移転）。全国物産観光センター19県のうち、滋賀県は建て替え工事以前に撤退、群馬県と福岡県は閉館と同時に撤退、岐阜県は名古屋ビルディング10階へ、残る15道県は、100メートル南の久屋中日ビル3階~5階へ仮移転した。
にっぽんど真ん中祭り文化財団事務所は2019年3月の閉館後、同じ栄4丁目の日本経済新聞社名古屋支社ビルへ移転した。ヤング・ジョブ・あいちは中区錦2丁目のハローワーク名古屋中本所に統合され『愛知わかものハローワーク』となった。

### 入居していた主な企業・団体
- 中日ドラゴンズグッズショップ（3階） - 同じビルに球団事務所が入居していることから、入団会見を行った新人選手のサインや懐かしのグッズなども飾られている。契約更改をする為にビルを訪れる選手からサインをしてもらえる様に、ショップにボールや色紙を託して依頼をする事が出来る場合もあった。建て替えに伴い事務所共々ナゴヤドームへ移転。
- CORE中日書店（3階） - 株式会社新進経営。
- キャトルレーヴ（3階） - 宝塚歌劇団オフィシャルグッズショップ[19]。阪急電鉄子会社の宝塚クリエイティブアーツが運営した。建て替えに伴い営業を終了。
- 全国物産観光センター（4階） - 以下の道県が入居している（公式サイト掲載順に記載）[20]。

- 青森県
- 秋田県
- 石川県
- 岩手県
- 沖縄県

- 岐阜県
- 群馬県
- 高知県
- 滋賀県
- 静岡県

- 島根県
- 徳島県
- 鳥取県
- 富山県
- 長野県

- 福岡県
- 福島県
- 北海道
- 和歌山県

建て替えに伴い、久屋中日ビルへ一時移転している。
- 中日パレス（5階） - 結婚式場や会議場に使われる。中日ドラゴンズ新人選手の入団会見もここで行われていた。建て替えに伴い営業を終了。
- 中日ドラゴンズ球団事務所（6階） - 中日ドラゴンズの球団事務所が入居していたが、フロアの面積が広くないため、大物選手が契約更改を球団事務所で行う場合、ファンに対してビルの利用者の迷惑となることから、事務所の前で出待ちをしないようにと球団側から注意されることもある。1階ロビーは近年はドラゴンズの試合のパブリックビューイング会場として定着していた。2007年日本一決定時にはビル内に入りきれなかった人も含め約1500人（中日新聞報道による）が集まったという。ただし、同ビルが開催を告知しているわけではなく、ファンが口コミなどで集まって自然に開催されているのが現状である。一応トラブル防止のために警備員も配置される。
- 名古屋学院大学さかえサテライト（7階） - 建て替えに伴い、中区丸の内のキリックス丸の内ビルに移転。
- 公益財団法人にっぽんど真ん中祭り文化財団（7階） - 建て替えに伴い、同じ栄4丁目の日本経済新聞社名古屋支社ビルへ移転。
- クラブ東海（12階） - 東海地方の経済人サロン。中日ドラゴンズのオーナー・監督間の会談もここで行われていた。
- ヤング・ジョブ・あいち（12階） - ハローワーク名古屋中の特別な分室。34歳までの人に職業紹介を行っていた。建て替えに伴い閉鎖。
- ビアガーデン（屋上）- 夏期のみ営業。建て替えに伴い営業を終了。

※ 団体・企業のほかにも、多くのショップ、飲食店、プレイガイド等も入居していた。
※ 最上階の円盤状の構造物（直径22メートル、1時間で1回転）では、2000年（平成12年）まで回転レストランばるーんが営業を行っていた。

### フロア構成
| 屋上    | ビアガーデン（夏季のみ）              | ビアガーデン（夏季のみ）              |
| 12階    | 事務所                                | 中日劇場                              |
| 11階    | 事務所                                | 中日劇場                              |
| 10階    | 事務所                                | 中日劇場                              |
| 9階     | 事務所                                | 中日劇場                              |
| 8階     | 事務所                                | 中日劇場                              |
| 7階     | 事務所                                | 事務所                                |
| 6階     | 事務所                                | 事務所                                |
| 5階     | 中日文化センター                      | 中日パレス                            |
| 4階     | 中日文化センター                      | 全国物産観光センター・クリニック      |
| 3階     | 中日ビルタウン ファッション・雑貨など | 中日ビルタウン ファッション・雑貨など |
| 2階     | 中日ビルタウン ファッション・雑貨など | 中日ビルタウン ファッション・雑貨など |
| 1階     | 中日ビルタウン 靴                     | 名古屋中日ビル内郵便局                |
| 地下1階 | 中日ビルタウン 食品/菓子              | 中日ビルタウン レストラン街           |
| 地下2階 | 中日ビルタウン レストラン街           | 中日ビルタウン レストラン街           |

### データ
- 名称：中部日本ビルディング（中日ビル）[3]
- 構造：鉄骨鉄筋コンクリート造[3]
- 敷地面積：約 6,857 ㎡[3]
- 建築面積 約 5,772 ㎡[3]
- 延床面積：約 84,492 ㎡[3]
- 階数：地下4階、地上12階、塔屋4階[3]

## 歴史
- 1966年（昭和41年）
  - 4月26日 - この日、高松宮宣仁親王・喜久子夫妻の臨席により完工式が開かれる[21]。
  - 4月29日 - 開業[21]。
  - 5月1日 - 中日劇場開業[22]。

## 主な「中日ビル」

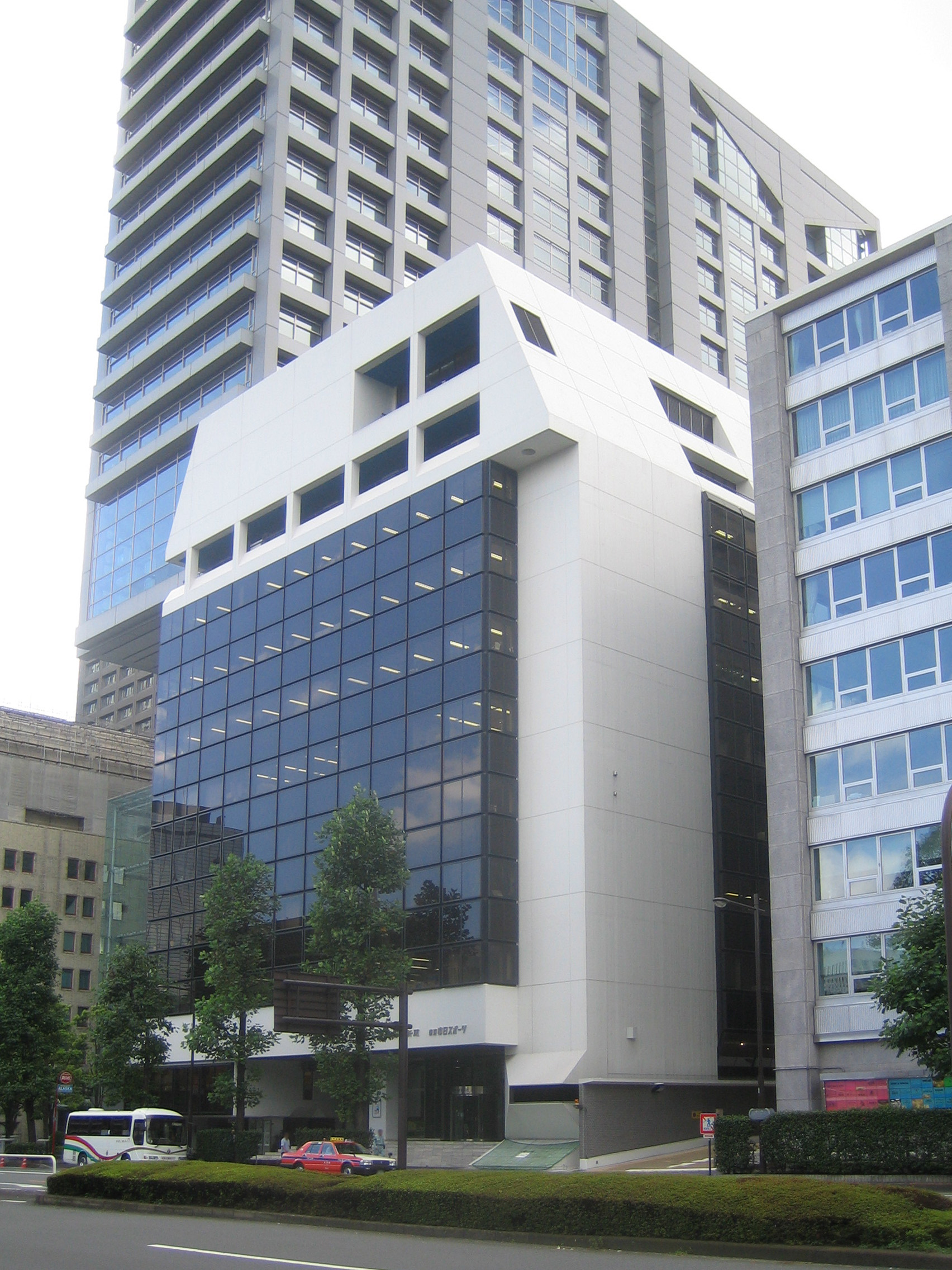
日比谷中日ビル

現在、中日ビルHPで紹介されている「中日ビル」と名の付くビルは3ヶ所のみである。なお、東海地方には「中日ビル」と名の付くビルがいくつかあり、中日新聞岐阜支社などが入居している岐阜中日ビルも中日新聞社所有のビルである。
2010年（平成22年）12月、旧・中日新聞東京本社（品川分室）ビル（東京都港区・品川駅港南口）の跡地に、地上19階の本棟と4階の別棟からなる高層ビル「品川フロントビル」を完成させた。

### ビル一覧
- 中日ビル
- 日比谷中日ビル - 1973年（昭和48年）4月に完成。東京都千代田区の日比谷公園近くにある。中日新聞東京本社（東京新聞・東京中日スポーツ）のほか中日新聞系列の東海テレビ放送・三重テレビ放送の東京支社も入居しているほか、中日ドラゴンズの東京事務所が中日新聞東京本社内にある。なお、中日新聞系列の中部日本放送（CBCテレビ・CBCラジオ）東京総局は関連会社の千代田会館（千代田区役所近隣）に入居。テレビ愛知東京支社は内幸町1丁目のビルに入居。完成当初から入居していた東海ラジオ放送東京支社は2021（令和3）年1月18日に港区赤坂へ移転。
- 松下中日ビル - ビルの共同所有者で1階に入居する松下税務会計事務所にちなむ。運営会社「中部日本ビルディング」の本社も入居。パナソニックグループとは無関係。
- 久屋中日ビル - 旧電通名古屋ビル　2018年（平成30年）10月開業　名古屋市中区栄、旧久屋所在のためこの名に変わった。